# Russian Bears Motorsport
Russian Bears Motorsport war ein russisches Motorsportteam aus Moskau. Unter der Bezeichnung LADA Sport war es 2009 das Lada-Werksteam in der Tourenwagen-Weltmeisterschaft.

## Geschichte
Wiktor Schapowalow gründete im März 2007 das Team Russian Bears Motorsport mit dem Ziel, das Ansehen von russischem Sport weltweit zu verbessern. Anfangs starteten für das Team die Fahrer Schapowalow, Lew Fridman, Jewgeni Selenow und Oleg Petrikov in älteren, aber zuverlässigen BMW 320i in der Dutch Supercar Challenge. Schon bald folgten dort die ersten Siege. Schapowalow, Fridman und Selenow absolvierten außerdem in Zandvoort und Valencia Gaststarts in der Tourenwagen-Weltmeisterschaft und waren damit die ersten russischen Rennfahrer, die an der Tourenwagen-Weltmeisterschaft teilnahmen.

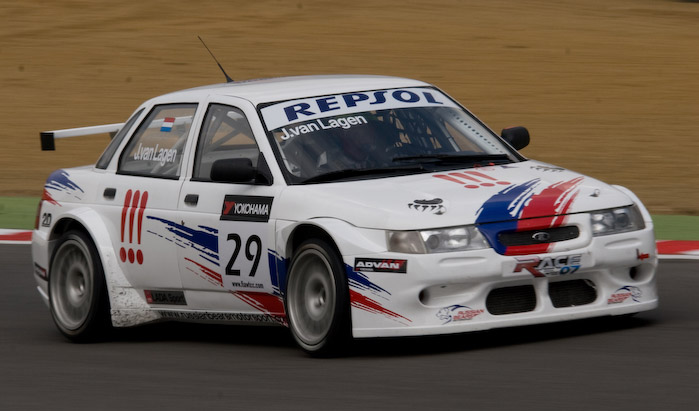
Lada 110 in Brands Hatch 2008

2008 entschied sich Russian Bears Motorsport für ein dauerhaftes Engagement in der Tourenwagen-Weltmeisterschaft. Als Fahrzeuge wurden bereits fertigentwickelte Lada 110 gewählt, mit denen Lada schon 2006 in die Tourenwagen-Weltmeisterschaft einsteigen wollte, sich letztendlich aber vor Saisonstart zurückzog. Beim dritten Rennwochenende in Valencia wurden erstmals zwei Lada an den Start gebracht. An der Seite von Schapowalow steuerte der Niederländer Jaap van Lagen das zweite Fahrzeug des Teams. Kirill Ladygin nahm in einem dritten Fahrzeug bei den letzten drei Läufen teil. Allerdings war das Team mit den unterlegenen Fahrzeugen gegen stärkere Konkurrenz chancenlos.

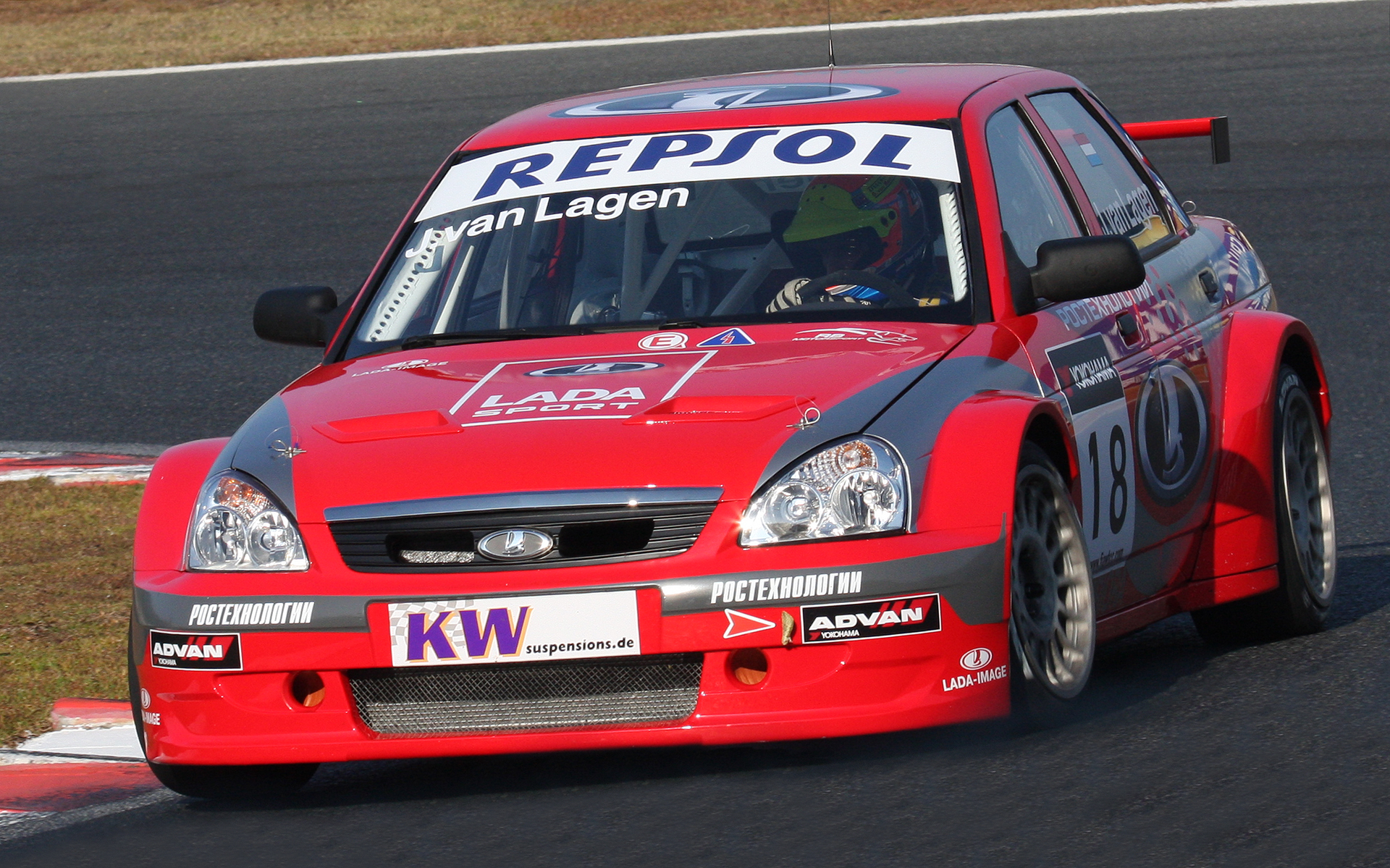
Lada Priora in Okayama 2009

Als Russian Bears Motorsport 2009 Werksunterstützung von Lada erhielt, und neben BMW, Seat und Chevrolet das vierte Werksteam war, wurden die Fahrzeuge stetig verbessert. Dadurch gelang der Anschluss an die Konkurrenz und die Lada-Piloten konnten zumindest um Plätze im Mittelfeld mitfahren. Ab dem fünften Rennwochenende in Valencia wurde ein neuer Motor eingesetzt, der 20 PS mehr Leistung entwickelte. In Porto wurde neben zwei Lada 110 das erste Exemplar des neuen Lada Priora eingesetzt. Dieser wurde vom erfahrenen britischen Rennfahrer James Thompson gesteuert. Er übernahm für den Rest der Saison das Cockpit von Teamchef Schapowalow, der sich nun vollständig auf die Rolle als Teamchef konzentrierte. Mit dem Lada Priora hatte Jaap van Lagen in Oschersleben erstmals realistische Möglichkeiten, Weltmeisterschaftspunkte für Lada einzufahren. Auf Platz fünf liegend fuhr ihm allerdings in der letzten Kurve Nicola Larini ins Fahrzeug und van Lagen kam dadurch von der Strecke ab. Beim anschließenden Rennwochenende in Imola fuhr James Thompson in beiden Rennen auf Platz sechs und erzielte damit letztendlich die ersten Weltmeisterschaftspunkte für Lada. Diese blieben aber auch die einzigen, da in Okayama technische Defekte Punkte für van Lagen und Thompson verhinderten. Am Ende der Saison belegte Thompson mit sechs Punkten den 17. Platz in der Fahrerwertung.
Zu Beginn des Jahres 2010 herrschte zunächst Unklarheit über eine Fortsetzung des Werksengagements von Lada. Zum Saisonstart in Curitiba wurden keine Fahrzeuge verschifft. Obwohl Lada sich 2009 zu einem dreijährigen Programm in der Tourenwagen-Weltmeisterschaft verpflichtete und bereits Verträge mit Fahrern ausgehandelt waren, schrieb Lada sich unerwartet nicht in die Tourenwagen-Weltmeisterschaft 2010 ein. Stattdessen entschloss Lada sich kurzfristig zum Sponsern des Renault-F1-Teams. Ohne Unterstützung seitens Lada war es Russian Bears Motorsport nicht mehr möglich, weiterhin an der Tourenwagen-Weltmeisterschaft teilzunehmen, und das Team musste sich aus der Serie zurückziehen.